# Несполо
Несполо (італ. Nespolo) — муніципалітет в Італії, у регіоні Лаціо,  провінція Рієті.
Несполо розташоване на відстані близько 60 км на північний схід від Рима, 33 км на південний схід від Рієті.
Населення — 257 осіб (2014).

## Демографія
Населення за роками:

Станом на 1 січня 2023 року в муніципалітеті офіційно проживали 23 іноземці з 7 країн, серед них 13 громадян країн Євросоюзу.

## Сусідні муніципалітети
- Карсолі
- Коллальто-Сабіно